# Cautano
Cautano es una localidad y comune italiana de 2.176 habitantes, ubicada en la provincia de Benevento (una de las cinco provincias de la región de Campania). 

## Demografía
| Gráfica de evolución demográfica de Cautano entre 1861 y 2001 |
|                                                               |
| Fuente ISTAT - elaboración gráfica de Wikipedia               |